# Ньюлендс, Генри Уильям
Ге́нри Уи́льям Нью́лендс (англ. William Ogilvie, 19 марта 1862 года, 
Дортмут — 9 августа 1954 года) — канадский политик, юрист, четвертый лейтенант-губернатор Саскачевана.
В 1882 году Ньюлендс переехал в Канаду в город Виннипег, а спустя два года он поселился в Принс-Альберт, где работал юристом. В 1897 году Ньюлендс переехал в Реджайну, где служил инспектором в службе земельной собственности (англ.  Land Titles Offices) Северо-Западных территорий. Он был членом Верховного суда территорий с 1904 года, Верховного суда Саскачевана с 1907 года, Апелляционного суда Саскачевана с 1920 года.

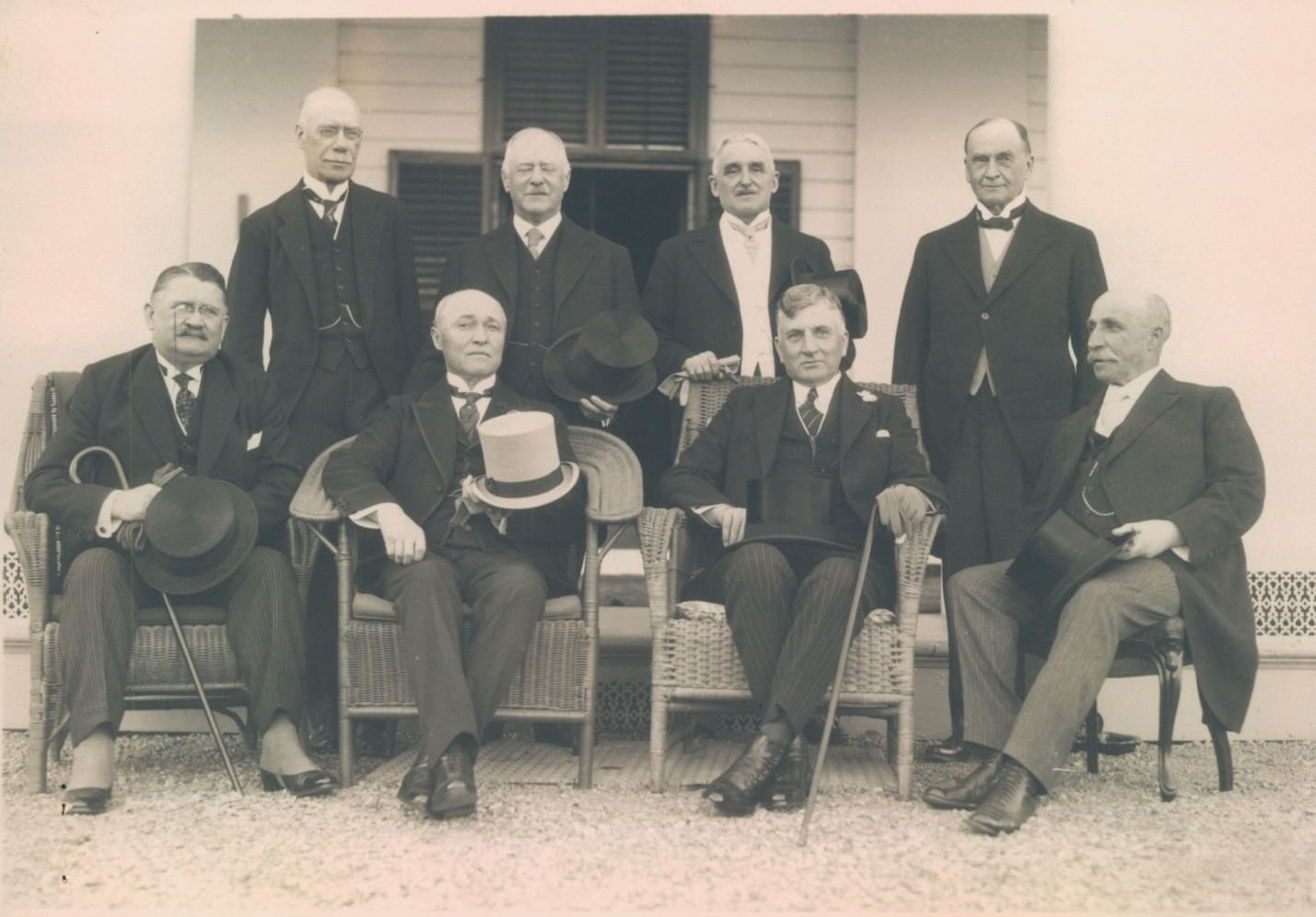
Ньюлендс (крайний слева в верхнем ряду) на встрече лейтенант-губернаторов Канады в сентябре 1925 года.

Ньюлендс стал лейтенант-губернатором Саскачевана в 1921 году. Двумя основными проблемами во время первого пятилетнего срока являлись послевоенное обустройство ветеранов и засуха на юго-западе Саскачевана, продолжавшаяся в 1917—1926 годы. Во время второго срока полномочий Ньюлендса в октябре 1929 года наступила Великая депрессия, в борьбе с которой Ньюлендс подорвал здоровье и был вынужден уйти с поста раньше срока. В 1936 году он поселился на ферме близ Сент-Томас, Онтарио, где и прожил до конца жизни.